# Trevor Stines
Trevor Stines  

(Olympia, Washington; 15 de julio de 1995) es un Actor y Modelo conocido por interpretar a Jason Blossom en la serie Riverdale.

## Filmografía

### Cine
| Año  | Título                | Rol           | Notas        |  |
| ---- | --------------------- | ------------- | ------------ |  |
| 2015 | A Tragic Love Story   | Chester       | Cortometraje |  |
| 2016 | The Amityville Terror | Brett         |              |  |
| 2016 | Spen/cer              | Paul Watson   | Cortometraje |  |
| 2021 | Evan Wood             | Josh Richards |              |  |

### Televisión
| Año           | Título            | Rol                                          | Notas        |
| ------------- | ----------------- | -------------------------------------------- | ------------ |
| 2013          | The Fosters       | Tristan Chacones                             | 2 episodios  |
| 2015          | Blue Match Comedy | Mochilero #2                                 |              |
| 2017-presente | Riverdale         | Jason Blossom Clifford Blossom (adolescente) | 23 episodios |